# Kijowska Miejska Organizacja OUN
Kijowska Miejska Organizacja Ukraińskich Nacjonalistów (ukr. Київська міська організація ОУН) – ukraińska nacjonalistyczna organizacja zarejestrowana w Ministerstwie Sprawiedliwości Ukrainy w roku 1995, działająca legalnie na terytorium Ukrainy. KMO OUN jest kontynuatorką, jak twierdzą jej członkowie, działalności Organizacji Ukraińskich Nacjonalistów.
Przewodniczącym (prowodnikiem) KMO OUN w Kijowie jest Bohdan Ostapowicz Czerwak, szefem sekretariatu KMO OUN jest Oksana Ljublinśka. W skład organizacji wchodzą rejonowe i miejskie oddziały OUN; poczerski, darnicki, dnieprowski, obołoński, szewczenkoski, desniański, sołomiański, hołosiwski, świętoszeński oraz podolski.
W skład zarządu organizacji (prowydu) KMO OUN wchodzą Igor Charczenko, Pawło Fil, Nadija Buhaj, Wiktor Radionow, Wiktor Krasnous, Katerina Andruszenko, Mykoła Hrihorenko oraz Oksana Ljublinśka. W skład komisji kontrolno-rewizyjnej wchodzą Leonid Osipczuk, Wołodymyr Oniszuk, Ihor Michalczuk.
W ramach KMO OUN działa Szkoła OUN pod kierunkiem Nadiji Buhaj, klub czytelników „Ukraińskiego Słowa” pod kierunkiem Pawło Fila, Kurs przygotowawczy języka ukraińskiego pod kierunkiem Oksany Ljublinśkiej, Mykoły Hwozda i Niny Marczenko, oraz struktura informacyjno-propagandowa „Narodowa Trybuna” pod kierunkiem Wladislawa Leontowycza.

## Kontrowersje
Kierownictwo organizacji konsekwentnie od kilku już lat przeciwstawia się budowie oraz upamiętnieniu polskich ofiar Rzezi wołyńskiej.